# Interaktionselement
Als Interaktionselement bezeichnet man im Bereich der Mensch-Computer-Interaktion alle Elemente, mit denen man interagieren kann, wie z. B. Schaltflächen (Buttons), Checkboxes oder Radiobuttons, aber auch Links und Menüs. Interaktionselemente können nicht nur grafisch sein, sondern z. B. auch akustisch. Die Interaktionselemente eines Systems bilden zusammen seine Benutzerschnittstelle.
Grafische Interaktionselemente werden Steuerelement genannt.